# Dolina Środkowej Obry
Dolina Środkowej Obry (315.63), inaczej Łęgi Obrzańskie – mały mezoregion fizycznogeograficzny w zachodniej Polsce, stanowiący środkową część Pradoliny Warciańsko-Odrzańskiej. Od północy region graniczy z Pojezierzem Poznańskim, od zachodu – z Kotliną Kargowską, od południa – z Pojezierzem Sławskim i Równiną Kościańską a od wschodu – z Kotliną Śremską. W całości zlokalizowany na obszarze województwa wielkopolskiego, a jego nazwa pochodzi od rzeki Obry.
Dolina Środkowej Obry jest łąkowo-leśnym zabagnionym obniżeniem, pozbawionym wyraźnej formy dolinnej. W dnie doliny przekopano kilka kanałów melioracyjnych, prowadzących wody Obry: kanały zachodnie – do Odry tzw. Kanały Obrzańskie (Północny, Południowy i Środkowy) oraz kanał wschodni – do Warty tzw. Kanał Mosiński.
Dolina Środkowej Obry rozpościera się na obszarze gmin: Wolsztyn, Przemęt, Rakoniewice, Wielichowo, Kamieniec, Kościan, Granowo, Stęszew i Czempiń.

## Bibliografia

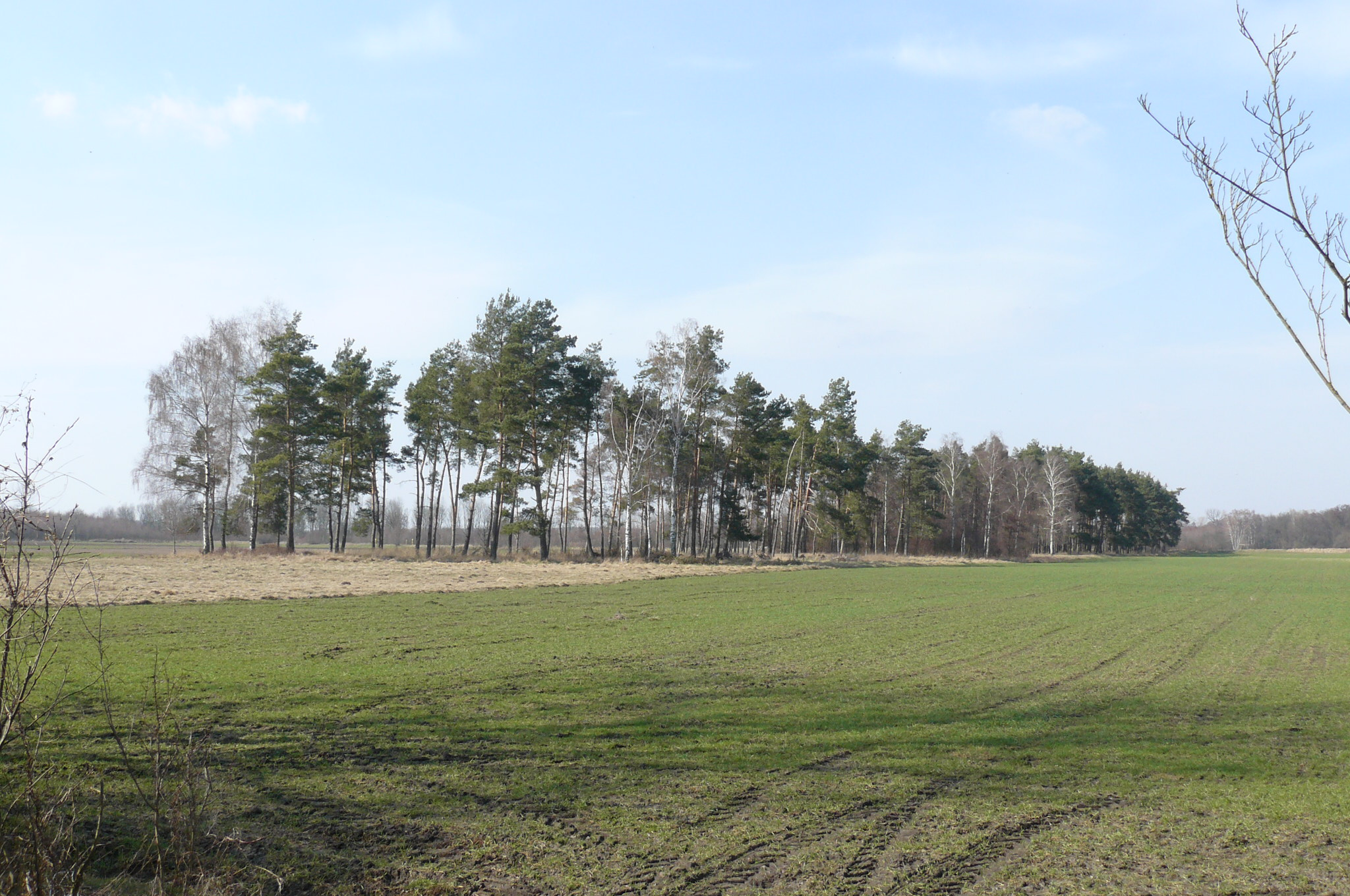
Dolina Środkowej Obry w rejonie Kotusza